# Pachyrhinosaurini
De Pachyrhinosaurini zijn een groep plantenetende ornithischische dinosauriërs die behoren tot de Ceratopia.
In 2012 ontdekten Anthony R. Fiorillo en Ronald S. Tykoski dat de afgeleide Centrosaurinae twee hoofdtakken hadden, een van soorten verwant aan Centrosaurus en de andere van soorten verwant aan Pachyrhinosaurus. De laatste benoemden ze als de stamklade Pachyrhinosaurini. Hoewel de naam daarvan een uitgang heeft als van een tribus of geslachtengroep werd de klade niet als zodanig aangeduid.
De klade werd gedefinieerd als de groep bestaande uit alle centrosaurine ceratopiden die nauwer verwant waren aan Pachyrhinosaurus canadensis dan aan Centrosaurus apertus.
De klade bestaat uit middelgrote planteneters uit het Campanien van Noord-Amerika, levend tussen de vijfenzeventig en zeventig miljoen jaar geleden. In de analyse van 2012 was Rubeosaurus een lid van de Pachyrhinosaurini maar in sommige latere studies valt hij er buiten. Eenzelfde onduidelijkheid bestaat wat betreft Wendiceratops, Xenoceratops en Sinoceratops. Een belangrijke deelgroep zijn de Pachyrostra.